# 金周珍
金 周珍（キム・ジョジン、1986年6月21日 - ）は韓国の柔道家。身長175cm。

## 概要
2008年のフランス国際柔道大会66kg級では内柴正人に勝利し金メダルを獲得した。しかし、北京オリンピックでは初戦で敗れた。グランドスラム・パリ2010では準決勝で2009年度の世界チャンピオンハシュバータル・ツァガンバータルを破り、決勝でもサンジャースレン・ミヤラグチャーを破り金メダルを獲得した。続くアジア大会でも優勝を飾った。

## 主な戦績
- 2004年 - アジアジュニア　優勝
- 2005年 - アジアジュニア　優勝
- 2007年 - 世界団体　3位
- 2007年 - 嘉納杯　3位
- 2008年 - フランス国際　優勝
- 2008年 - アジア選手権　3位
- 2009年 - グランプリ・ハンブルク　優勝
- 2009年 - ワールドカップ・ワルシャワ　優勝
- 2009年 - グランドスラム・東京　2位
- 2010年 - グランドスラム・パリ　優勝
- 2010年 - グランドスラム・モスクワ　2位
- 2010年 - ワールドカップ・サルヴァドール　2位
- 2010年 - アジア大会　優勝
- 2011年 - ワールドマスターズ　5位
- 2013年 - グランプリ・ウランバートル　3位